# رأب الثدي
تُشير عمليّة رأب الثدي والتي تُعرَف في بعض المصادر باسمِ تجميل الثدي إلى مجموعةٍ من الإجراءات الجراحيّة التي تهدفُ إلى إعادة تشكيل أو تعديل مظهر الثدي. هناك نوعان رئيسيان من عمليات رأب أو تجميل الثدي:
1. عادةً ما يتمُّ إجراء عملية تكبير الثدي لزيادة حجم الثدي و/أو شكله و/أو تغيير قوامه. يتضمَّن هذا عادةً الزرع الجراحي لأجهزة زراعة الثدي.
2. عادةً ما يتمُّ إجراء عملية تصغير الثدي لتقليل حجم الثدي و/أو تغيير شكله و/أو تغيير ملمسه، وينطوي هذا على إزالة أنسجة الثدي.

## السياق الاجتماعي
بدأت عمليّات رأب الثدي من خلالِ إجراء عمليّات جراحيّة للمساعدةِ في تخفيف الوزن الزائد للأثداء، ولم تُستخدَم إلّا لاحقًا لأغراض تجميليّة. هناك ضغطٌ هائلٌ على النساء فيما يخصُّ معايير الجمال وخاصّة تلك المعايير المتبَعة فيما يتعلَّقُ بأجسادهنّ، وجزءٌ من هذا الضغط يتعلّقُ بالأساس بضرورة الحصول على «ثديَيْن مثاليين». حسبَ السجّلات السابقة لهذه الجراحة، فالهدفُ منها كانَ إمّا لأغراض طبيّة أو لجعل الشخص أكثر اندماجًا في مجموعة اجتماعية معينة، لكن ومعَ بداية القرن العشرين بدأ الطبيبان الفرنسيان هيبوليت مورستين ويوجين هولاندر عمليّة رأب الثدي من خلال تصغيره وذلك لأغراض التجميل فقط. أصبحَ بحلول الثلاثينيات من القرن الماضي تصغير الثدي ضمنَ الرأب جراحة تجميليّة أكثر من كونه جراحة ترميمية.
تظلُّ عمليات رأب الثدي حتى وقتنا هذا تُستخدم لأغراض طبيّة مثلما تُستخدم لأغراض تجميليّة، بل إنّ بعض المشهورات الغربيات قد لعبنَ دورًا في تحسين النظرة لهذا النوع من الجراحات – في شقّه التجميلي – حينَ تحدثنَ عنها بصوت عالٍ وصريحٍ، ومن الأمثلة الحديثة على ذلك الممثلة الأمريكيّة أرييل وينتر التي لعبت دور أليكس في السلسلة التلفزيّة الكوميدية مودرن فاميلي (أو عائلة عصريّة) والتي خضعت لعمليّة تصغير الثدي بعد سنوات من معاناتها من آلام الظهر والرقبة.

## تكبير الثدي
تتضمَّنُ عمليّة تكبير الثدي استخدام ما يُعرف باسمِ غرسات الثدي أو نقل الدهون لزيادة حجم الثديين. يُمكن لهذا الإجراء أيضًا استعادة حجم الثدي السابق بعد إنقاص الوزن أو الحمل، كما يُمكِّنُ منَ الحصول على شكل دائري للثدي أو تحسين عدم التناسقِ في حجم الثديين الطبيعي. ترى بعضُ النساء أنَّ عمليّة تكبير الثدي هي وسيلةٌ للشعور بمزيدٍ من الثقة، بينما العمليّة بالنسبة لآخرين هي جزءٌ من إعادة بناء الثدي لظروف مختلفة. 
يتمُّ في العادةِ إجراء عمليّة تكبير الثدي بواسطة غرسات تُوضَع تحت عضلة الصدر أو فوقها، لكن وبشكلٍ عام فإنَّ جميع عمليات تكبير الثدي هي إجراءات طفيفة من حيثُ نوعيّة الجراحة حيثُ تتضمَّنُ شقوقًا لا يتجاوز طولها ثلاثة سنتيمترات. إنَّ عملية تكبير الثدي هي عمليّةٌ أو إجراءٌ مباشر، لكن وكما هو الحال مع أيّ عملية جراحية فالمخاطر تظلُّ واردة.

### المزايا
- زيادة امتلاء وبروز الثديين
- تحسين توازن محيط الثدي والورك
- تعزيز الصورة الذاتيّة

### المخاطر
تنطوي عملية تكبير الثدي على مخاطر مختلفة، منها:
- قد يُشوّه النسيج الندبي شكل حشوة الثدي
- ألم الثدي
- احتماليّة زيادة العدوى
- تغيرات في الإحساس بالثدي والحلمة
- تمزّق الغرسة

## تصغير الثدي
تُعتبر جراحة تصغير الثدي عملية جراحية تجميلية تهدفُ إلى تصغير الثدي الكبير أو المترهل إلى حجم وشكل أكثر راحة. يُمكن أن تصبح الأثداء الكبيرة الحجم مزعجة لبعض النساء، وهو ما يؤدي إلى أعراض موهِنة محتملة كما قد تسبّب في تدهورِ نوعيّة الحياة. عادةً ما تُعاني المريضات اللاتي يسعينَ إلى عمليّة تصغير الثدي من آلام الظهر والرقبة وعدم الراحة عدى عن المضاعفات غير المرغوب فضلًا عن ضعف الثقة في النفس. يُمكن أن تستفيدَ المريضات بشكل كبير من تقليل حجم الثدي، حيث يتمُّ تخفيف معظم الأعراض والتقليل من الآلام وباقي المشاكل عن طريقِ تصغير حجم الثدي.
تُعاني العديد من النساء ذوات الأثداء الكبيرة من درجاتٍ متفاوتةٍ من الضيق البدني والنفسي ومن أشياء أخرى على غِرار:
- ألم في الصدر أو العنق أو الظهر أو الكتفين.
- عدم القدرة على ممارسة الأنشطة الرياضيّة كما يحب.
- تدنّي احترام الذات

إنَّ الهدف من هذهالجراحة هو تصغير حجم الثدي بحيث يُصبح أكثر راحةً ومتناسبًا مع بنية المرأة.

### المزايا
يتمُّ إجراء الآلاف من عمليات تجميل الثدي كل عام، ومعظم النساء سعيداتٌ بالنتائج. أفادت دراسة أُجريت على 66 امرأة خضعنَ لعملية تصغير الثدي أنَّ النساء أظهرن رضًا بنسبةِ 94% عن نتائج العملية (من حيث الحجم والشكل ووضعية الحلمة والإحساس بالثدي) كما أشارت هذه الدراسة إلى تحسن كبير في تقييم الذات والنظرة لها، كما قلَّت المشاكل المتعلقة بالمظهر وصعوبة ممارسة التمارين الرياضية والحَرج من حجم الثدي وربما من شكله. أظهرت هذه الدراسات وغيرها بشكلٍ عامٍ أنّ تصغير الثدي يُحسّن نفسيّة النساء وجودة حياتهنّ مقارنةً مع النساء ذوات الأثداء الكبيرة أو المترهلة بشكلٍ مفرط.

### المخاطر
تشملُ مخاطر جراحة تصغير الثدي ما يلي:
- ارتفاع خطر العدوى
- حدوث نزيف
- احتماليّة عدم تناسق الثديين (من حيثُ الحجم والشكل)
- تندّب غير طبيعي
- فقدان الإحساس بالحلمة أو جلد الثدي
- مشاكل في الرضاعة الطبيعيّة
- الحاجة لتكرار الجراحة مع مرور السنين

## سرطان الثدي
أشارت الأبحاث إلى أن جراحة تصغير الثدي للنساء المعرَّضات لخطر كبير للإصابة بسرطان الثدي قد تكون بمثابةِ إستراتيجية وقائيّة أولية فعَّالة لمواجهة سرطان الثدي ولم تُثبِت هذه الدراسات أنّ هذه العمليّة تزيدُ من فرص عودة سرطان الثدي أو تجعل من الصعب التحقّق منه وذلكَ خلال التصوير الشعاعي للثدي. على عكس استئصال الثدي فقد ظهرت عملية رأب الثدي العلاجيّة كطريقة لمعالجة سرطان الثدي لدى النساء ذوات الأثداء الأكبر حجمًا وحيث يتمُّ الكشف عن سرطان الثدي في وقت مبكر، وهذا يساعد في التوافق مع الاحتياجات التجميليّة للشخص المعني كما أنّ لهُ فوائد صحية إيجابية أيضًا.
تناولت العديد من التقارير أيضًا العلاقة بين سرطان الثدي وعملية تكبيره باستخدام الغرسات، بحيثُ أفادت معظم هذه التقارير بأنه لا تُوجد زيادة في معدل الإصابة بسرطان الثدي لدى اللاتي تقمنَ بعمليّة تكبير الثدي، بل على العكس من ذلك فقد أفادت العديد من الدراسات الأخرى أنَّ معدل الإصابة بسرطان الثدي أقلُّ في الواقع لدى اللاتي يخضعنَ لهذه العمليّة. تُجادل هذه الدراسات بأن انخفاض معدل الإصابة بسرطان الثدي ربما يرجعُ إلى انخفاض السعرات الحرارية التي تتناولها اللاتي يرغبنَ في إجراء جراحة تكبير الثدي، وكونهنّ أكثر نحافة في العادة.
يُمكن أن يكون المظهر الجسدي للثدي بعد الإجراءات الجراحيّة اللازمة لعلاج سرطان الثدي مصدر قلقٍ لدى الناجيات منه في عدّة حالات، وعليه فجراحةُ الثدي الترميميّة هي إعادة بناءٍ للثدي تُجرَى بعد استئصاله لإضفاء مظهر طبيعي ومألوف أكثر للثدي. من العوامل التي تُؤخذ في الاعتبار قبل تحديد ما إذا كانت هذه الجراحة مناسبة هي حجم وشكل الثدي قبل العملية، وكميّة الأنسجة المتبقية بعد الاستئصال، واحتماليّة عودة السرطان، وكيف تبدو ندبة استئصال الثدي وأين تُوجد. لقد تطوَّرت عملية رأب الثدي أيضًا كطريقة لمعالجة التغيّرات الجسدية التي تُحدثها عملية استئصال الثدي، بحيث يُمكن البدء في هذه الجراحة لإعادة البناء بعد الاستئصال أو انتظار شفاء الجسم من العمليّة الأولى. لا يتمُّ في العادة إجراء تصوير الثدي الشعاعي على الثديين المعاد بنائهما والمزودانِ بغرسات، ومعَ ذلك فمن المستحسن أن تقوم المرأة التي خضعت لزراعة الثدي بإعلام فنّي الأشعة بذلك قبل إجراء التصوير الشعاعي، حيث قد تكون هناك خطوات خاصة وضروريّة لضمان نتائج مثاليّة.